# خوان كارلوس بوزو
خوان كارلوس مونيوز بوزو (بالإسبانية: Juan Carlos Pozo)‏ (من مواليد 21 يناير 1981)، والمعروف اختصاراً بـخوان كارلوس بوزو، هو لاعب كرة قدم إسباني، لعب مؤخرا لنادي تاتران بريشوف.

## وصلات خارجية
- خوان كارلوس بوزو على موقع قاعدة بيانات كرة القدم.إي يو (الإنجليزية)
- خوان كارلوس بوزو على موقع Soccerway.com (الإنجليزية)

- Eurofotbal.cz Profile
- Soccerway.com Profile